# Thomas Staubli
Thomas Staubli (* 28. September 1962 in Köniz) ist ein Schweizer römisch-katholischer Theologe, Alttestamentler und Buchautor.

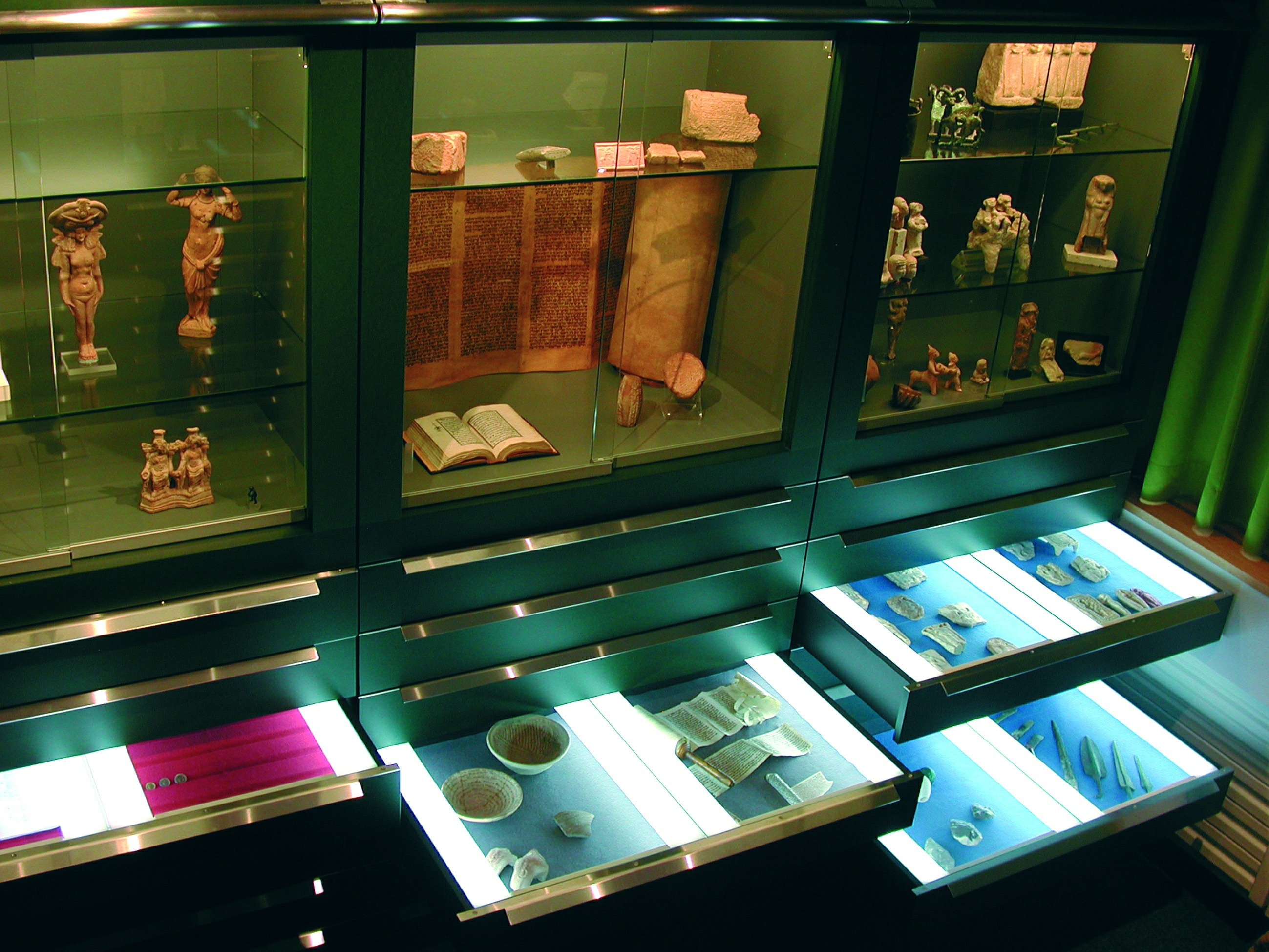
Thomas Staubli baute die Sammlung des BIBEL+ORIENT Museums in Fribourg auf.

## Leben
Thomas Staubli erlebte als Jugendlicher in seiner Heimatpfarrei die Veränderungen durch das Zweite Vatikanische Konzil, insbesondere die Bibelarbeit, die Ökumene, das Engagement für die Armen: Themen, die in seiner theologischen Arbeit wichtig wurden. Er studierte Katholische Theologie, Religionswissenschaft, Ägyptologie und Orientalistik in Fribourg, Jerusalem, Berlin und Bern. Othmar Keels Zugang zur altorientalischen Bildsymbolik wurde für Staubli prägend. Von 1986 bis 1987 war er Studienleiter des Theologischen Studienjahrs Jerusalem. Ab 1989 leitete er die Diözesane Bibelpastorale Arbeitsstelle des Bistums St. Gallen. Er promovierte 1991 mit einer Arbeit über das Image der Nomaden im Alten Israel und in der Ikonographie seiner sesshaften Nachbarn. 1995 schloss sich für ihn mit der Familiengründung eine Zeit als Hausmann und freischaffender Theologe an, bis er 1997 Dozent für Altes Testament an der Universität Fribourg wurde. Seit 1999 baute er das dortige BIBEL+ORIENT Museum auf, das er selbst bis 2012 leitete. Von 2012 bis 2013 war er Gastdozent an der Hebrew University in Jerusalem. Im Herbst 2016 trat er neben seiner Dozententätigkeit an der Universität Fribourg eine Teilzeitstelle als Pastoralassistent in der Pfarrei Bösingen an. 
2018 wechselte Staubli als Seelsorger zum Bundesasylzentrum Guglera,
Thomas Staubli ist mit Silvia Schroer  verheiratet; die beiden haben mehrere Aufsätze und Bücher gemeinsam geschrieben.

## Schwerpunkte
Thomas Staubli forscht zur biblischen Anthropologie und Sozialgeschichte. Seine Bücher, die sich mit der Alltagskultur und der Bildsymbolik des Alten Testaments befassen, wurden in mehrere Sprachen übersetzt.

## Werke (in Auswahl)
- Begleiter durch das Erste Testament. Patmos, Düsseldorf 1997 (4. Auflage 2008)
- Das Image der Nomaden im Alten Israel und in der Ikonographie seiner sesshaften Nachbarn. (Orbis Biblicus et Orientalis 107), Universitätsverlag Freiburg Schweiz / Vandenhoeck & Ruprecht, Göttingen 1991, ISBN 3-525-53740-9, auf zora.uzh.ch
- (mit Silvia Schroer) Die Körpersymbolik der Bibel. Wissenschaftliche Buchgesellschaft, Darmstadt 1998 (2. Auflage 2005)
- (mit Othmar Keel) «Im Schatten Deiner Flügel.» Tiere in der Bibel und im Alten Orient. Universitätsverlag Fribourg 2001
- (mit Othmar Keel und Ernst Axel Knauf) Salomons Tempel. Fribourg 2004
- (mit Silvia Schroer) Menschenbilder der Bibel. Patmos, Düsseldorf 2014